# Los Mangos, Chilón
Los Mangos är en ort i Mexiko.   Den ligger i kommunen Chilón och delstaten Chiapas, i den sydöstra delen av landet, 800 km öster om huvudstaden Mexico City. Los Mangos ligger 1 109 meter över havet och antalet invånare är 253.
Terrängen runt Los Mangos är kuperad. Runt Los Mangos är det glesbefolkat, med 16 invånare per kvadratkilometer. Närmaste större samhälle är Yajalón, 16,8 km norr om Los Mangos. I omgivningarna runt Los Mangos växer i huvudsak städsegrön lövskog.